# Spéléologie au Chili

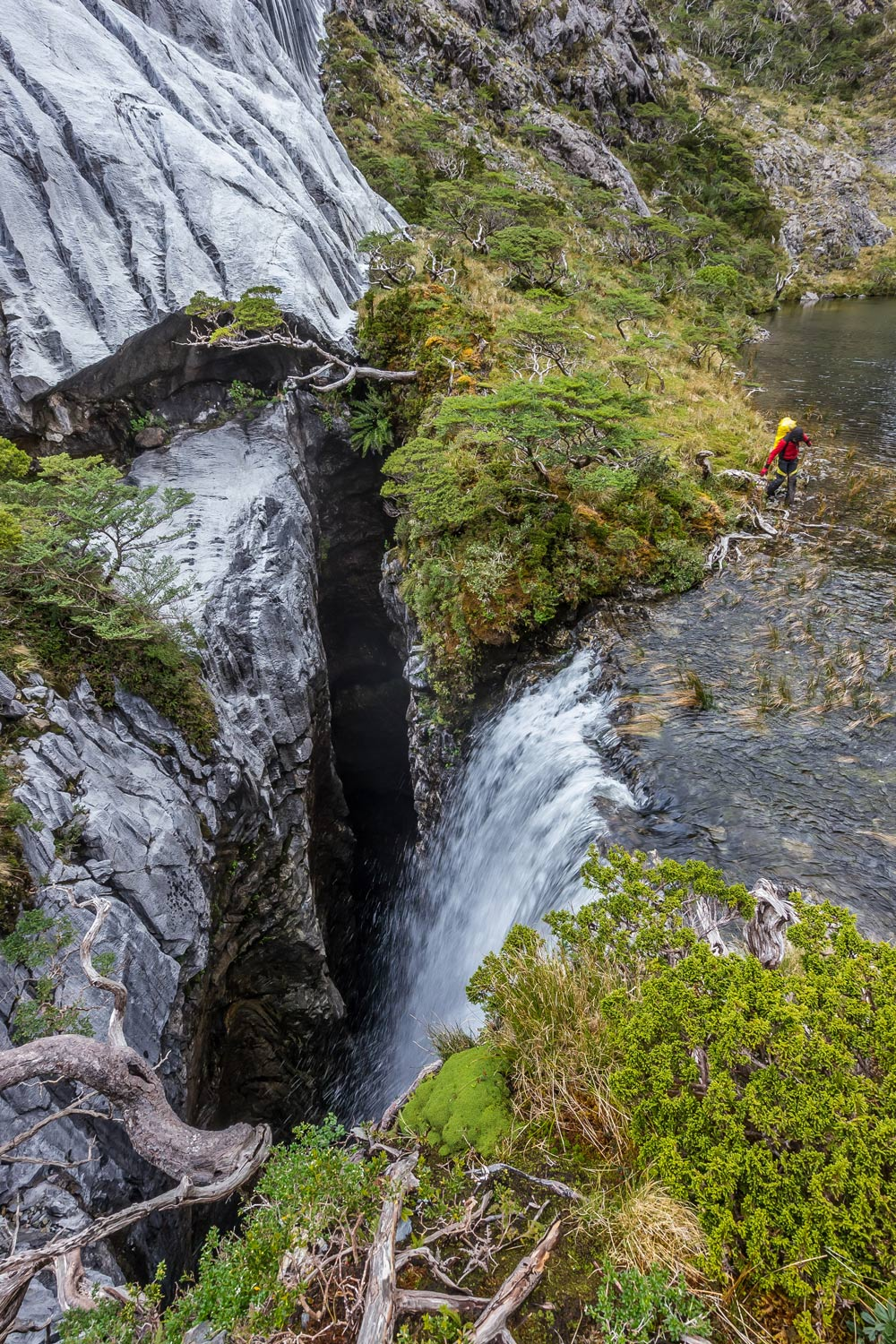
La Perte de l'Avenir est une cavité ouverte au contact entre le marbre et les grès sédimentaires, au déversoir de deux lacs étagés post-glaciaires. C'est sans doute la plus belle des entrées de cavité sur les îles calcaires de Patagonie chilienne.

La spéléologie au Chili a débuté dans les années 1990, les grottes et gouffres  sont situés essentiellement sur des îles karstiques difficiles d’accès, dans la Province de Ultima Esperanza en Patagonie occidentale, ou dans les champs de lave de l'Île de Pâques.

## Historique

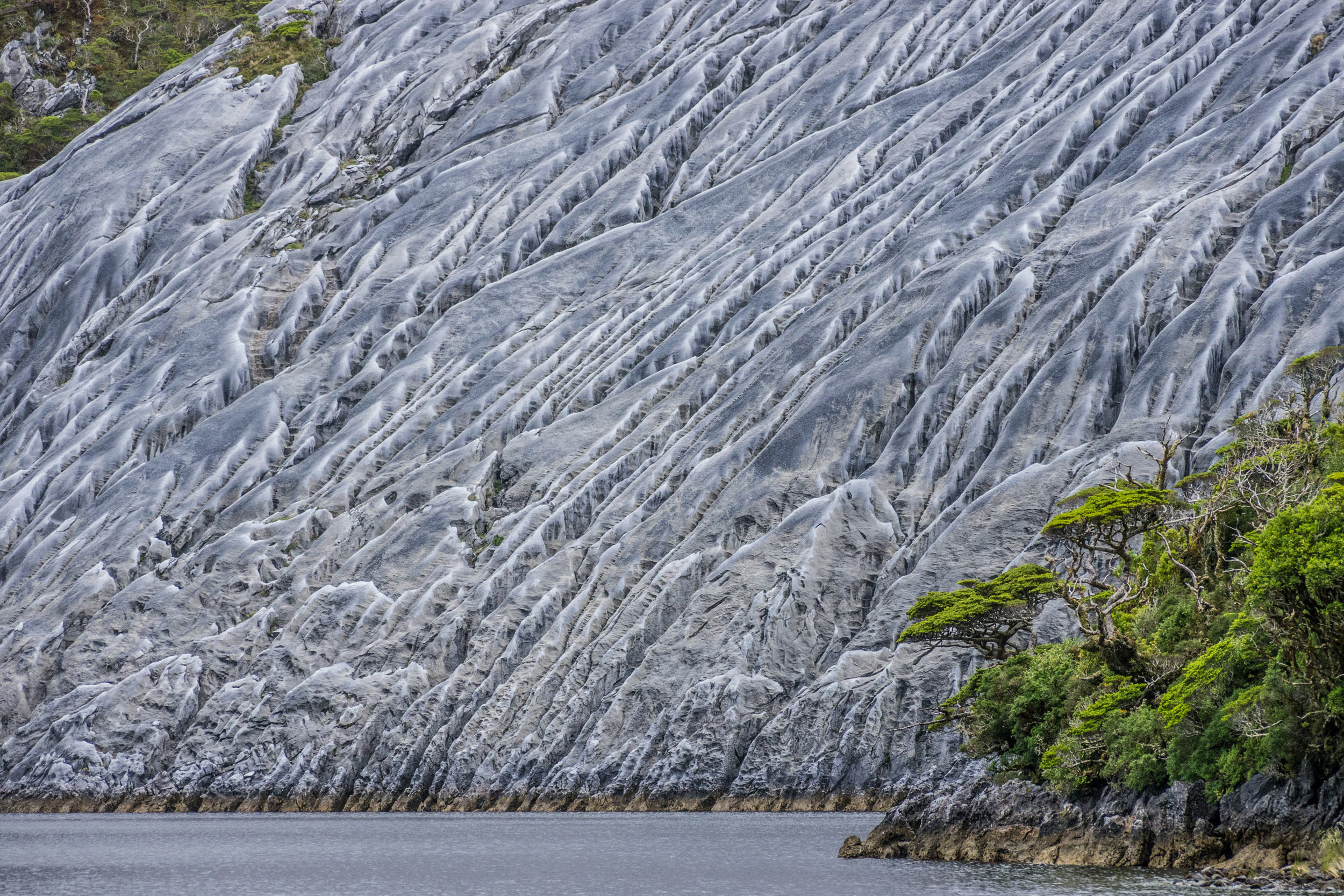
Les spectaculaires cannelures d'érosion karstique descendent jusqu'à la mer du seno Huémul, sur l'île Diego de Almagro.

En 1995, lors d’une reconnaissance, quatre spéléologues de l’association Centre Terre découvrent des lapiez et des gouffres  sur l'Île Diego de Almagro.
En 1997, durant la première expédition Ultima Esperanza, l’exploration de la « Perte de l’Avenir » (-96 mètres) confirme l’existence de réseaux souterrains importants sur l’île.
En 2000, une importante expédition nationale de Centre Terre, sous le parrainage de la Fédération française de spéléologie a lieu sur l’Île Madre de Dios, située un degré et demi plus au nord. De nombreuses cavités sont explorées, dont la « Perte du Futur » (-376 mètres), le gouffre le plus profond, ainsi que le plus long système souterrain connu  au Chili à l'époque (« Perte du Temps », 2500 mètres de développement).
En 2006, 2008 et 2010, de nouvelles expéditions de l'association Centre Terre, baptisées « Ultima Patagonia » poursuivent l'exploration de l'île Madre de Dios.
En 2014, une nouvelle expédition de l'association Centre Terre sur l'Île Diego de Almagro explore 80 cavités totalisant 8 054 mètres de réseaux souterrains inconnus.
En janvier-février 2017, une expédition géographique et spéléologique organisée par Centre Terre explorera la partie nord de l'île Madre de Dios et construira une base scientifique sur les rives du seno Barros Luco pour faciliter les expéditions ultérieures.
En janvier-février 2019, l'expédition Ultima Patagonia 2019 (Centre Terre) explore simultanément des cavités glaciaires sur le glacier Tempanos (Parc national Bernardo O'Higgins), et la zone nord de l'île Madre de Dios à partir de la base scientifique du Barros Luco.
Des expéditions spéléologiques ont également été menées par des Italiens (2003), des Polonais (2003), et des Japonais (2013).

## Archéologie
Les expéditions franco-chiliennes (Centre Terre, 2006, 2008, 2010, 2014, 2017, 2019) cumulent les explorations et les découvertes : des vestiges archéologiques (Cueva de la Cruz, Cueva Ayayema en 2000), des peintures rupestres (Cueva del Pacifico sur l'île Madre de Dios en 2006 ; Cueva Augusta sur l'île Diego de Almagro en 2014) et plusieurs abris sous roche utilisés par le peuple Kawésqar sont inventoriés (grottes sépultures, abris temporaires).
L'utilisation ancienne de ces lieux inhospitaliers est attestée par la découverte des restes d'un squelette humain à la Cueva Ayayema (île Madre de Dios), dont le crâne a été daté de 4 500 ans BP.
La Grotte de la Baleine abrite les ossements de six cétacés, dont certains ont été retrouvés à 37 mètres de hauteur dans la grotte,
probablement entraînés par un tsunami. Un os a été daté à 2 600 ans BP.

## Principales cavités

### Patagonie insulaire

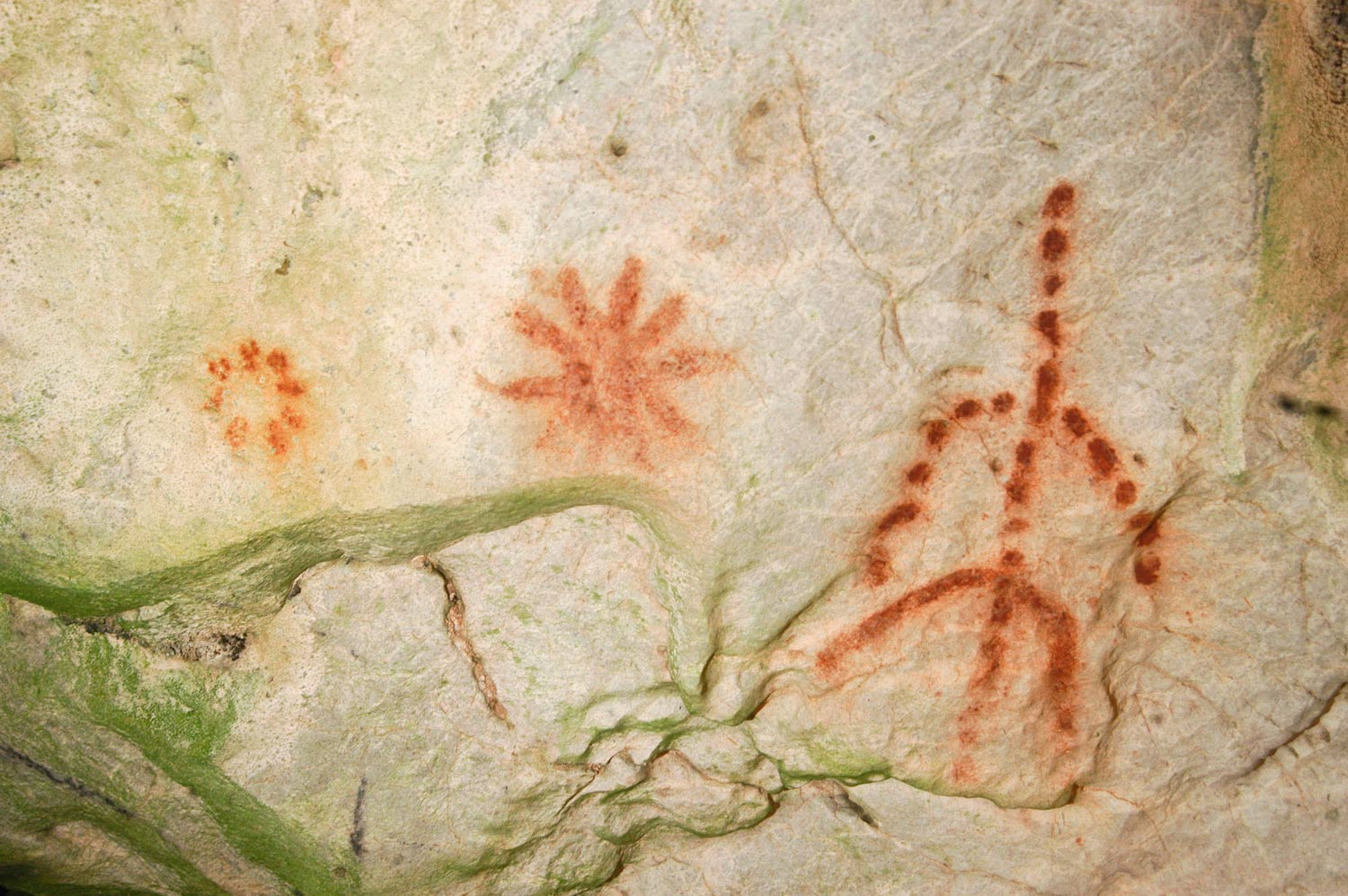
Les peintures rupestres de la Cueva del Pacifico, découverte en 2006 par l'expédition Ultima Patagonia 2006 sur l'île Madre de Dios, sont les premières manifestations artistiques attribuables aux Indiens Canoeros. Elles ont servi de modèle pour la conception du drapeau de la communauté Kawésqar de Puerto Eden (Patagonie chilienne). On note un grand anthropomorphe pointillé, et deux figures géométriques symboliques, réalisées à l'ocre.

- Perte du Futur, -376m/760m, Île Madre de Dios, 2000 (plus profond connu au Chili)
- Perte de la Détente, -323m/160m, Île Madre de Dios, 2006/2010
- Perte des Lobos, -303m/556m, Île Madre de Dios, 2010
- Cueva Là-bas, -233m/429m, Île Madre de Dios, 2008
- Perte Inattendue, -226m/1274m, Île Madre de Dios, 2010
- Perte du Temps, -198m/2650m, Île Madre de Dios, 2000
- Gouffre Pacifico, -196m/356m, Île Diego de Almagro, 2014
- Perte des Portes d'Abraham, -135m/483m, Île Diego de Almagro, 2014
- Cueva del Condor (Sistema de Los Tubos), -110m/763m, Île Diego de Almagro, 2014
- Perte de l'Avenir, -96m/589m, Île Diego de Almagro, 1997
- Gouffre de l'Erbra, +30m,-59m/1356m, Île Diego de Almagro, 2014
- Résurgence de l'Avenir, +12,-39m/700m, Île Diego de Almagro, 2014
- Grotte du Finistère, 1085m, Île Guarello, 2006
- Cueva de la Madre, 500m, Île Madre de Dios, 2010 (porche: largeur 125m/hauteur 60m)
- Grotte de la Baleine, 270m, Île Madre de Dios, 2000
- Grotte de Tarlton, 100m, Île Tarlton, 2008

### Île de Pâques
- Réseau de Roiho, 3000m, Île de Pâques, 2005 (plus longue cavité du Chili) [11]

### Grottes touristiques
- Cueva del Mylodon, Puerto Natales, Region de Magallanes
- Catedral de Marmol, Lago General  Carrera, Region XI
- Cueva  Ana Kai Tangata, Île de Pâques

## Sources
Rapports d'expédition (français/anglais/espagnol)
- Exploraciones en la Isla de Pascua, Subterránea, 1994[12]
- Exploracions a l ́Illa de Pascua, Espeleóleg, 1996[13]
- Ultima Esperanza 1997, 60 pages, Centre Terre, 1998
- Ultima Patagonia 2000, 36 pages, Centre Terre, 2001
- Ultima Patagonia 2006, 32 pages, Centre Terre, 2007 fr, en
- Expedición Rapa Nui 2005, Sociedad de Ciencias Espeleológicas Alfonso Antxia, 2006
- Ultima Patagonia 2008, 42 pages, Centre Terre, 2009
- Expedición al Ombligo del Mundo, Rapa Nui, Sociedad de Ciencias Espeleológicas Alfonso Antxia, 2008 [11]
- Ultima Patagonia 2010, 25 pages, Centre Terre, 2011
- Ultima Patagonia 2014, 104 pages, Centre Terre, 2015[5]
- Ultima Patagonia 2017, Centre Terre, 2018
- Ultima Patagonia 2019, Centre Terre, 2020

Rapport scientifique (français & espagnol)
- Ultima Patagonia, 2006 (préliminaire), 98 pages, Centre Terre, octobre 2006 fr & es

Livre (français)
- « Austère Australes », 72 pages, photos Luc-Henri Fage, texte Georges Marbach, A l'aventure, 2006
- « L'Île aux Glaciers de Marbre », 208p, G. Marbach, Ed Centre Terre 2012

Films (français)
- « L'expédition Utima Patagonia », 52 min, Luc-Henri Fage, production MVC, 2011
- « Le mystère de la Baleine », 52 min, Luc-Henri Fage, production Gedeon programmes, 2009
- « L'île aux glaciers de marbre », 52 min, Luc-Henri Fage, production MC4/Félis Production, 2015
- « Patagonie, l'île oubliée », 90 min, Gilles Santantonio, production MC4/France 5, 2017
- « Ultima Patagonia », 90 min, Gilles Santantonio, production MC4/ARTE, 2019
- « L'énigme de la grotte des baleines », 52 min, Luc-Henri Fage, production Gedeon Programmes/Luc-Henri Fage/Centre Terre, 2009

Articles choisis
- Karsts de Patagonie, une étoile est née, n° 26 spécial de Spéléo (revue), avril-juin 1997.
- Ultima Esperanza, expédition à l'envers du monde ou les karsts de l'extrême, Terre Sauvage, n° 133, 10/98, p. 76-87.
- Patagonie chilienne : les cavités les plus australes du monde, Spelunca N°73, 1er trimestre 1999
- Les glaciers de Marbre de Patagonie, Karstologia no 33, 1er semestre 1999
- Île Madre de Dios : Le grand sud, Georges Marbach, Spéléo n° 34, mai 2000
- L’expédition Ultima Patagonia, Aventure n° 89, La Guilde du Raid, juin 2000
- (en) Deep Into the Land of Extremes: Probing Chile's Wild Coast, text and photos Peter Carsten, National Geographic Magazine, 2001, June.
- Ultima Patagonia 2010 : Dix ans sur les karsts du grand sud, Spelunca N°118, 2e trimestre 2010
- Ultima Patagonia 2014 : L'île Diego de Almagro, Spelunca N° 138, 2e trimestre 2015